# آرمنیا ایرویز
آرمنیا ایرویز (به انگلیسی: Armenia Airways) (به ارمنی: Արմենիա Էյրվեյզ)یک شرکت هواپیمایی با کد یاتا 6A است که در سال ۲۰۱۶ میلادی تأسیس شده و در ۲۰۱۹ فعالیتش را آغاز کرده است. دفتر مرکزی آرمنیا ایرویز در ایروان، ارمنستان واقع شده است و قطب این شرکت هواپیمایی در فرودگاه بین‌المللی زوارتنوتس قرار دارد.

## مقاصد پروازی
| کشور     | شهر        | فرودگاه                                   | توضیحات | منابع |
| -------- | ---------- | ----------------------------------------- | ------- | ----- |
| ارمنستان | ایروان     | فرودگاه بین‌المللی زوارتنوتس               | قطب     |       |
| گرجستان  | باتومی     | فرودگاه بین‌المللی الکساندر کارتولی باتومی |         |       |
| گرجستان  | تفلیس      | فرودگاه بین‌المللی شوتا روستاولی تفلیس     |         |       |
| ایران    | تهران      | فرودگاه بین‌المللی امام خمینی              |         |       |
| روسیه    | مسکو       | فرودگاه بین‌المللی ونوکووا                 |         |       |
| روسیه    | سوچی       | فرودگاه بین‌المللی سوچی                    |         | [ ۱ ] |
| روسیه    | استاوروپول | فرودگاه شپاکوفسکویه استاوروپول            |         | [ ۲ ] |

## ناوگان
ناوگان آرمنیا ایرویز از هواپیماهای زیر تشکیل شده است: (از تاریخ اوت ۲۰۱۹):
| هواپیما    | فعال | مسافربری | مسافربری | مسافربری | توضیحات |
| هواپیما    | فعال | Y        | Y        | مجموعاً   | توضیحات |
| ---------- | ---- | -------- | -------- | -------- | ------- |
| بویینگ ۷۳۷ | ۴    | --       | ۱۳۲      | ۱۳۲      |         |